# 将棋盤

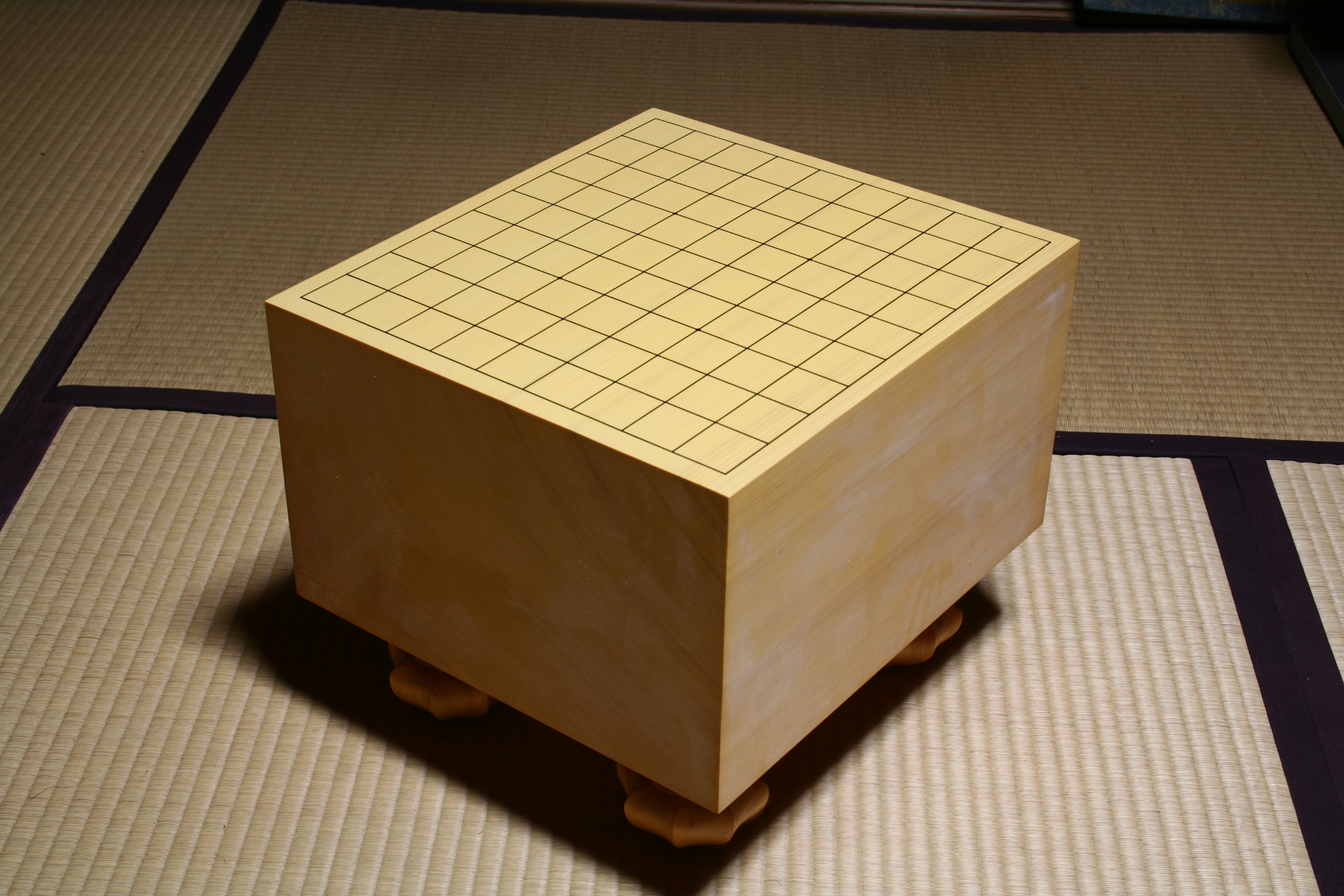
将棋盤

将棋盤（しょうぎばん）は、将棋の用具の一つで駒を指すボードのことである。
盤の上面には縦横に直線が描かれ、それらは直角に交わっている。本将棋では縦横9マスずつ、計81マスである。実用品から工芸品の域にいたるものまで様々な種類の将棋盤が存在し、価格も100円程度から数百万円にのぼるものまで、様々である。
貴族や大名などの娘は嫁入り道具として蒔絵などで装飾した碁盤・将棋盤・双六盤を持参する習わしがあり、三つを合わせて「三面」「三面盤」と呼び、雛人形の道具でも再現されている。

## 原材料
将棋盤を作る木材には碁盤と同様、カヤ（本カヤ）、スプルース（「新カヤ」と呼ばれることもあるがマツ科の木材である）、カツラ、イチョウ、ヒノキ、ヒバ、アガチスなどがあり、本カヤ製の柾目盤（盤を上から見たとき、縦縞模様が見られるもの。なるべくまっすぐな木目のほうが珍重される）が最も高価である。また複数の材を集成した集成材が使用されるものもある。集成材の場合、カヤなど上等、良質なものは継ぎ目に線が来るようにマス目を作り違和感がないようにする。
また、柾目盤にも、天地柾（表面にも裏面にも柾目が見られるもの。しかし、木というものの特性上、厚くなるほど希少品となる。柾目盤の中で最も高価）、天柾、追柾（盤の端に板目が少しかかったもの）四方柾がある。柾目以外にも、板目（木裏、木表）、杢（虎斑）があり、それによっても価格が変わる（板取りについては、木材の板取りを参照）。
その他にも、普及品として、プラスチック製のものやゴム製、持ち運び用のマグネット駒に対応した金属製のものもある。

## 形状
形状は畳などの上で椅子を用いない対局で床に直接置き使用する脚付き盤が公式の棋戦で用いられるが、それ以外にも、テーブルの上で用いる薄い板状のものや、折畳式のものなどもある。
| 9  | 8  | 7  | 6  | 5  | 4  | 3  | 2  | 1  |    |
| 香 | 桂 | 銀 | 金 | 王 | 金 | 銀 | 桂 | 香 | 一 |
|    | 飛 |    |    |    |    |    | 角 |    | 二 |
| 歩 | 歩 | 歩 | 歩 | 歩 | 歩 | 歩 | 歩 | 歩 | 三 |
|    |    |    |    |    |    |    |    |    | 四 |
|    |    |    |    |    |    |    |    |    | 五 |
|    |    |    |    |    |    |    |    |    | 六 |
| 歩 | 歩 | 歩 | 歩 | 歩 | 歩 | 歩 | 歩 | 歩 | 七 |
|    | 角 |    |    |    |    |    | 飛 |    | 八 |
| 香 | 桂 | 銀 | 金 | 玉 | 金 | 銀 | 桂 | 香 | 九 |

盤面の下が先手、上が後手。先手から見て将棋盤の右上を基点とし、現在一般的には横方向に１・２～の算用数字、縦方向に一、二～の漢数字が振られる。古くは昭和初期頃までいずれも漢数字であった。現在の日本将棋連盟の棋譜記録の際はいずれも算用数字が用いられる。

### 脚付き将棋盤

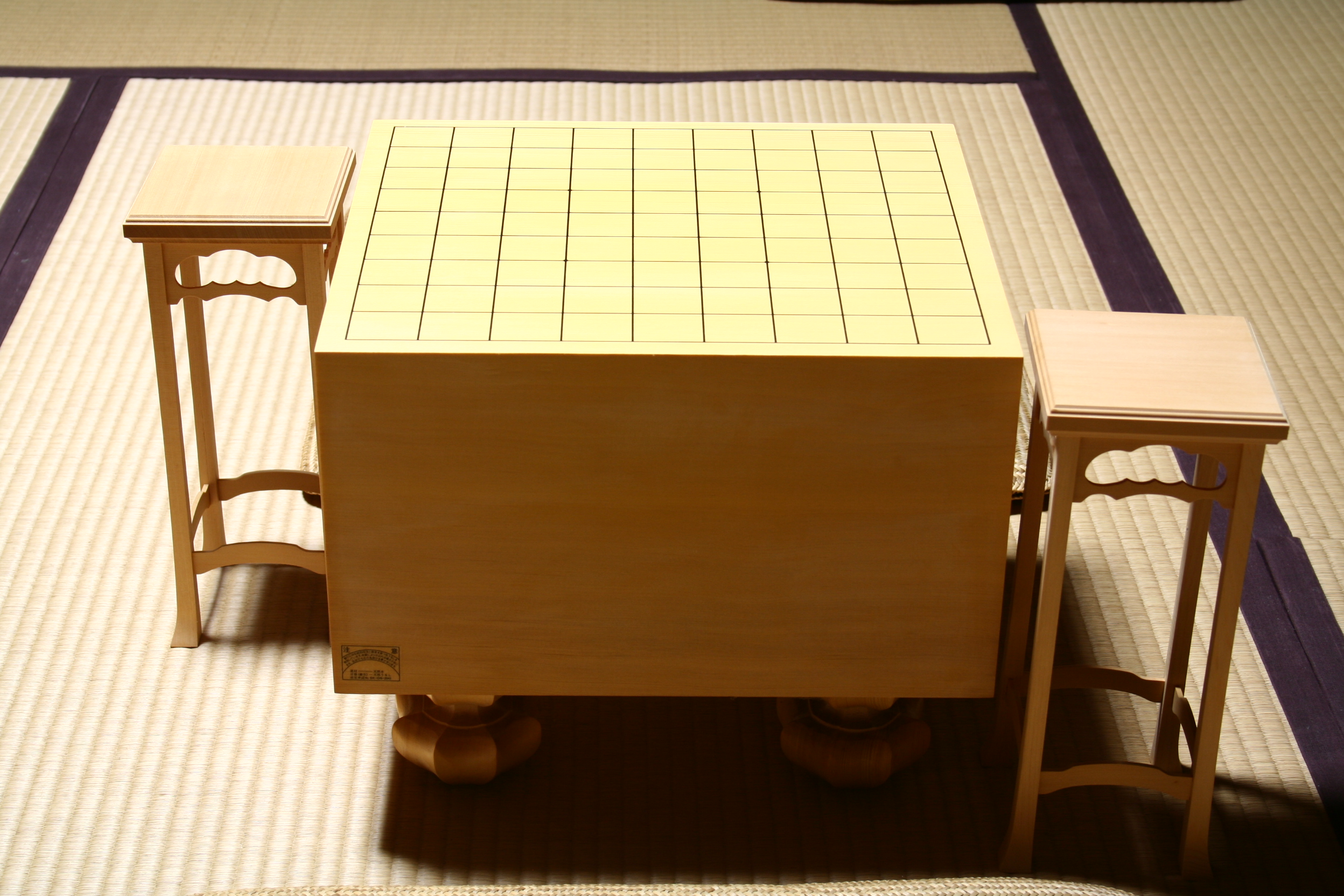
脚付き将棋盤と四脚の駒台。

脚付き将棋盤の裏側の中央部分にはへこみ（四角形のへこみの中に四角錐が埋め込まれた形状）がある。この部分の正式名称は「音受け」であるが、俗に「血溜まり」と呼ばれ、対局中に横から口を挟む人間は首を刎ねられ、このへこみに乗せられることになるという戒めがある。実用上の目的としては、盤に駒を指したときの音が良くなるように（「音受け」の由来はここから）などとも言われるが、あるいは製造工程で盤にひびやゆがみが発生しないようにしているものであり、『日本将棋事典』(2004)によれば、盤の内部の水分をここから外に逃がすものである。
脚付き盤の脚のほとんどはクチナシの実が象られた、八角の擬宝珠型のものである。これは「口無し」に通じ、ここにも第三者の口出しを戒めるものがある。実際のクチナシの実は六角形であるが、脚は八角形である。これは、日本の風習として「八」はめでたいというところからきている。手作りのものは、脚の一本がとれてそこに作者の名前が記されている。
上面には漆でマス目を示す線が引かれる。タイトル戦に使用するような高価な盤になると、「太刀盛り」という刃をつぶした日本刀に漆をつけて線を引く技法が用いられる。
大きさは縦1尺2寸（約36センチメートル）、横1尺1寸（約33センチメートル）で、厚さ（脚を除いた高さ）は脚付き盤で2寸～9寸程度まである。タイトル戦では、6寸～7寸（約20センチメートル）の厚さのものが多く用いられている。

### 卓上将棋盤

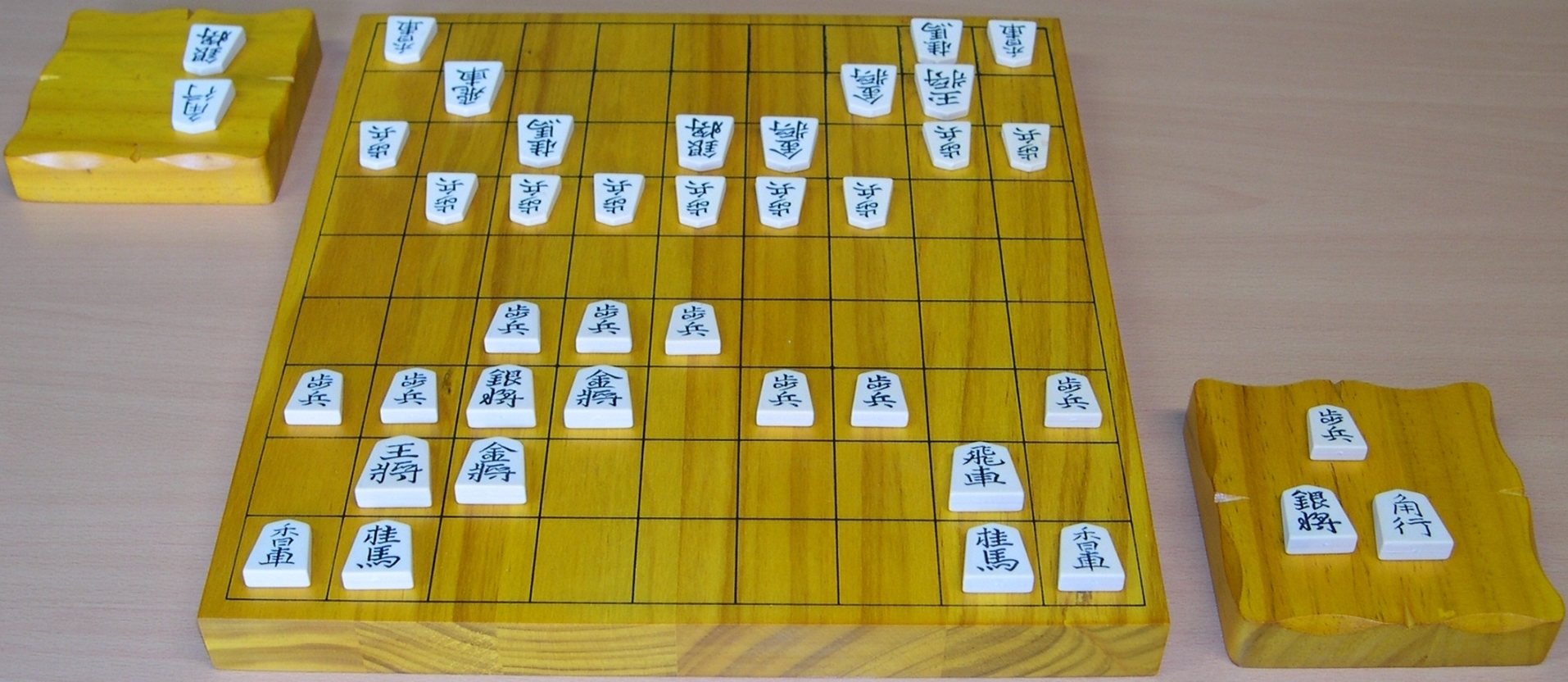
将棋盤と駒台と駒。写真は集成材の一枚板の卓上盤である

テーブルなどの上で使用する将棋盤は、2枚の板を蝶番で留めた折り畳みのものや、巻いたり畳んだりできるゴムや布、皮革でできたものがある。持ち運びや携帯に便利という特徴がある一方で、脚付き将棋盤よりサイズが小さく作られている。サイズの規格として4号、5号、6号、7号盤と番号が振られているものがあるが4号盤は縦30cm、横26cmと小さく、マス目から玉将のような大きな駒がはみ出ることがある。5号盤以上は縦33cm、横30cmであり、6号、7号と数が大きくなるに従い厚みが増す。マス目を引くのには脚付き盤と同様に太刀盛りをするものもあれば印刷するものもある。

### 脳内将棋盤
脳内で想像した将棋盤。対局中は盤上の駒を動かして手を探ることが出来ないため、脳内で駒を動かして考えるのに使われる。アマチュア初段程度から使えるようになるとされる。脳内将棋盤があれば目隠し将棋が可能となる。
女流棋士の武富礼衣が大学で研究を行っているが、定量化しにくいため棋士の脳を対象とした研究では重視されていない。プロ棋士では一字駒、概念だけ、色の有無など様々な形があるとされ、羽生善治は将棋盤を4分割した部分図が高速で動く、森内俊之は対局室にある小物も思い浮かぶ、渡辺明は盤が無く暗い空間で駒の形や文字もはっきり浮かばないという。基本的にプロ棋士は持っているが、藤井聡太は脳内に将棋盤は無く符号（「7六歩」など）が浮かんでくると答えている。